# اچ‌دی ۵۳۱۴۳
اچ‌دی ۵۳۱۴۳ یک ستاره است که در صورت فلکی شاه‌تخته قرار دارد.